# Glow in the dark
Glow in the Dark is een muziekalbum van de Amerikaanse multiinstrumentalist Jeremy. Op dit album richt hij zich weer volledig op de progressieve rock; het album is geheel instrumentaal.

## Musici
- Jeremy –gitaar, basgitaar, piano, toetsen, waaronder mellotron, en slagwerk;
- Dave Dietrich – slagwerk (5)
- Mark Morris – slagwerk (3) (familie)
- Guillermo Cazenave – gitaar (6)
- Brendan Butler – cello (2)
- Erin Butler – viool (2)

## Composities
Allen van Jeremy, anders wanneer aangegeven:
1. In the beginning
2. Glow in the dark (Mark, April, Jeremy Morris)
3. Another dimension
4. Planet departure
5. Electric warrior
6. Indian sun (Cazenave)
7. White horse rider
8. Shimmering light
9. Time tunnel
10. The transfiguration
11. The final act
12. Endless river